# غرب (فیلم ۲۰۱۳)
«غرب» (آلمانی: Westen) فیلمی در ژانر درام است که در سال ۲۰۱۳ منتشر شد. از بازیگران آن می‌توان به جکی آیدو و یولیا فرانک اشاره کرد.